# Campeonato Baiano de Futebol Feminino de 2019
O Campeonato Baiano de Futebol Feminino de 2019 foi a 32ª edição do Campeonato Baiano de Futebol Feminino, competição organizada pela Federação Baiana de Futebol. O torneio teve algumas mudanças no regulamento em relação ao da edição de 2018. O Bahia se sagrou campeão ao vencer o Juventude na final por 8 a 1 no resultado agregado, conquistando também a vaga na Série A2 do Campeonato Brasileiro de 2020.

## Regulamento
O campeonato foi disputado em cinco fases, com início em outubro e término em novembro de 2019.
- Na primeira fase, as 18 equipes foram divididas em 6 grupos de 3 clubes cada. Elas jogaram entre si, em jogos no sistema de ida e volta, dentro de cada grupo, classificando-se para as oitavas-de-final as duas melhores colocadas de cada grupo.

- Nas oitavas-de-final, as equipes foram distribuídas em 6 grupos, com jogos no sistema apenas de ida, com o chaveamento abaixo. Em caso de empate nas partidas, a decisão seria em cobrança de pênaltis. Classificaram-se às quartas-de-final as 6 equipes vencedoras mais as duas perdedoras com melhor campanha na soma das fases, observados os critérios de desempate.
  - Grupo 7: 1º Grupo 1 x 2º Grupo 2
  - Grupo 8: 1º Grupo 2 x 2º Grupo 1
  - Grupo 9: 1º Grupo 3 x 2º Grupo 4
  - Grupo 10: 1º Grupo 4 x 2º Grupo 3
  - Grupo 11: 1º Grupo 5 x 2º Grupo 6
  - Grupo 12: 1º Grupo 6 x 2º Grupo 5

- Para as quartas-de-final, as associações formaram 4 grupos, formados por 2 associações, jogando entre si, em partidas apenas de ida. Os vencedores passaram às semi-finais. Em caso de empate, a decisão seria em cobrança de pênaltis. O chaveamento se deu conforme o esquema abaixo:
  - Grupo 13: Vencedor Grupo 7 x Vencedor Grupo 9
  - Grupo 14: Vencedor Grupo 8 x Vencedor Grupo 10
  - Grupo 15: Vencedor Grupo 11 x Perdedor de melhor campanha
  - Grupo 16: Vencedor Grupo 12 x Perdedor de 2ª melhor campanha

- Para a semi-finais, as associações formara 2 grupos, formados por 2 associações, jogando entre si, em partidas apenas de ida. Os vencedores passaram à final e, novamente, em caso de empate, haveria a decisão por cobrança de pênaltis.
  - Vencedor Grupo 13 x Vencedor Grupo 14
  - Vencedor Grupo 15 x Vencedor Grupo 16

- Para a final, as associações classificadas se enfrentaram em partidas de ida e volta, e a vencedora foi declarada a campeã.

### Critérios de desempate
Estes foram os critérios de desempate aplicados em cada fase e na classificação final do campeonato:
1. Maior número de vitórias
2. Maior saldo de gols
3. Maior número de gols marcados
4. Maior número de pontos ganhos no confronto direto
5. Maior saldo de gols no confronto direto
6. Sorteio

## Participantes
| Equipe                 | Cidade                 | Em 2018 | Títulos (último) |
| Jequié EC              | Jequié                 | -       | 0 (não possui)   |
| Lusaca                 | Dias d'Ávila           | -       | 1 (2017)         |
| Bahia                  | Salvador               | -       | 3 (1991)         |
| Olímpia-BA             | Lauro de Freitas       | -       | (não possui)     |
| Flamengo de Feira      | Feira de Santana       | -       | 0 (não possui)   |
| Galícia                | Salvador               | -       | 1 (1999)         |
| Juventude-BA           | Vitória da Conquista   | -       | 0 (não possui)   |
| Araci                  | Araci                  | -       | 0 (não possui)   |
| Vitória da Conquista   | Vitória da Conquista   | -       | 0 (não possui)   |
| Maracás                | Maracás                | -       | 0 (não possui)   |
| Poções                 | Poções                 | -       | 0 (não possui)   |
| Jaguaquara             | Jaguaquara             | -       | 0 (não possui)   |
| Queimadas              | Queimadas              | -       | 0 (não possui)   |
| Serrinha               | Serrinha               | -       | 0 (não possui)   |
| Ubaíra                 | Ubaíra                 | -       | 0 (não possui)   |
| Salinas das Margaridas | Itaparica              | -       | 0 (não possui)   |
| Feira de Santana       | Feira de Santana       | -       | 0 (não possui)   |
| São Francisco EC       | São Francisco do Conde | -       | 14 (2015)        |

## Primeira Fase

### Grupo 1
| 1 | Queimadas | 9 | 4 | 3 | 0 | 1 | 6 | 1 | +5 |
| 2 | Serrinha  | 9 | 4 | 3 | 0 | 1 | 7 | 4 | +3 |
| 3 | Araci     | 0 | 4 | 0 | 0 | 4 | 0 | 8 | -8 |

|  |                                      |
|  | Classificados para as Meias de Final |
|  | Eliminados                           |

| Queimadas | -   | 4-0 | 1-0 |
| Serrinha  | 1-0 | -   | 4-0 |
| Araci     | 0-1 | 0-2 | -   |

### Grupo 2
| 1 | São Francisco EC       | 9 | 4 | 3 | 0 | 1 | 18 | 3  | +15 |
| 2 | Feira de Santana       | 9 | 4 | 3 | 0 | 1 | 16 | 6  | +10 |
| 3 | Salinas das Margaridas | 0 | 4 | 0 | 0 | 4 | 0  | 25 | -25 |

|  |                                      |
|  | Classificados para as Meias de Final |
|  | Eliminados                           |

| Feira de Santana       | -   | 3-2 | 6-0 |
| São Francisco EC       | 4-0 | -   | 6-0 |
| Salinas das Margaridas | 0-7 | 0-6 | -   |

### Grupo 3
| 1 | Bahia      | 12 | 4 | 4 | 0 | 0 | 10 | 0  | +10 |
| 2 | Olímpia-BA | 6  | 4 | 2 | 0 | 2 | 4  | 5  | -1  |
| 3 | Galícia    | 0  | 4 | 0 | 0 | 4 | 1  | 10 | -9  |

|  |                                      |
|  | Classificados para as Meias de Final |
|  | Eliminados                           |

| Bahia      | -   | 2-0 | 3-0 |
| Olímpia-BA | 0-2 | -   | 2-1 |
| Galícia    | 0-3 | 0-2 | -   |

### Grupo 4
| 1 | Flamengo de Feira | 12 | 4 | 4 | 0 | 0 | 14 | 1  | +13 |
| 2 | Ubaíra            | 3  | 4 | 1 | 0 | 3 | 7  | 8  | -1  |
| 3 | Jaguaquara        | 3  | 4 | 1 | 0 | 3 | 4  | 16 | -12 |

|  |                                      |
|  | Classificados para as Meias de Final |
|  | Eliminados                           |

| Flamengo de Feira | -   | 4-0 | 1-0 |
| Jaguaquara        | 0-6 | -   | 3-2 |
| Ubaíra            | 1-3 | 4-1 | -   |

### Grupo 5
| 1 | Jequié EC | 12 | 4 | 4 | 0 | 0 | 33 | 1  | +32 |
| 2 | Poções    | 6  | 4 | 2 | 0 | 2 | 9  | 16 | -7  |
| 3 | Maracás   | 0  | 4 | 0 | 0 | 4 | 3  | 28 | -25 |

|  |                                      |
|  | Classificados para as Meias de Final |
|  | Eliminados                           |

| Jequié  | -   | 9-1 | 11-0 |
| Poções  | 0-4 | -   | 4-1  |
| Maracás | 0-9 | 2-4 | -    |

### Grupo 6
| 1 | Juventude-BA         | 7 | 4 | 2 | 1 | 1 | 6 | 3 | +3 |
| 2 | Lusaca               | 5 | 4 | 1 | 2 | 1 | 6 | 6 | 0  |
| 3 | Vitória da Conquista | 4 | 4 | 1 | 1 | 2 | 6 | 9 | -3 |

|  |                                      |
|  | Classificados para as Meias de Final |
|  | Eliminados                           |

| Juventude            | -   | 1-1 | 3-1 |
| Lusaca               | 1-0 | -   | 1-1 |
| Vitória da Conquista | 0-2 | 4-3 | -   |

## Quartas-de-final
|  | Grupo 7          |   |
|  |                  |   |
|  | Queimadas        | 1 |
|  | Feira de Santana | 2 |

|  | Grupo 8          |   |
|  |                  |   |
|  | São Francisco EC | 6 |
|  | Serrinha         | 0 |

|  | Grupo 9 |    |
|  |         |    |
|  | Bahia   | 19 |
|  | Ubaíra  | 0  |

|  | Grupo 10          |   |
|  |                   |   |
|  | Flamengo de Feira | 0 |
|  | Olímpia-BA        | 4 |

|  | Grupo 11  |   |
|  |           |   |
|  | Jequié EC | 3 |
|  | Lusaca    | 0 |

|  | Grupo 12     |   |
|  |              |   |
|  | Juventude-BA | 5 |
|  | Poções       | 0 |

### Índice Técnico
|  |                                        |
|  | Classificados para as Quartas de Final |
|  | Eliminados                             |

## Fase Final
|  | Quartas de final | Quartas de final  | Quartas de final |              |           | Semifinais | Semifinais | Semifinais |  |  | Final | Final | Final | Final | Final |
|  |                  |                   |                  |              |           |            |            |            |  |  |       |       |       |       |       |
|  |                  | Feira de Santana  | 0                |              |           |            |            |            |  |  |       |       |       |       |       |
|  |                  | Bahia             | 5                |              |           |            |            |            |  |  |       |       |       |       |       |
|  |                  | Bahia             | 5                |              | Bahia     | 2          |            |            |  |  |       |       |       |       |       |
|  |                  |                   |                  |              | Bahia     | 2          |            |            |  |  |       |       |       |       |       |
|  |                  |                   | Olímpia-BA       | 0            |           |            |            |            |  |  |       |       |       |       |       |
|  |                  | São Francisco EC  | Olímpia-BA       | 0            | 2 (0)     |            |            |            |  |  |       |       |       |       |       |
|  |                  | São Francisco EC  |                  |              | 2 (0)     |            |            |            |  |  |       |       |       |       |       |
|  |                  | Olímpia-BA        | 2 (3)            |              |           |            |            |            |  |  |       |       |       |       |       |
|  |                  |                   |                  |              |           |            |            |            |  |  |       | Bahia | 3     | 5     |       |
|  |                  |                   |                  | Juventude-BA | 1         | 1          |            |            |  |  |       |       |       |       |       |
|  |                  | Jequié EC         | 3                |              |           |            |            |            |  |  |       |       |       |       |       |
|  |                  | Flamengo de Feira | 1                |              |           |            |            |            |  |  |       |       |       |       |       |
|  |                  | Flamengo de Feira | 1                |              | Jequié EC | 2          |            |            |  |  |       |       |       |       |       |
|  |                  |                   |                  |              | Jequié EC | 2          |            |            |  |  |       |       |       |       |       |
|  |                  |                   | Juventude-BA     | 4            |           |            |            |            |  |  |       |       |       |       |       |
|  |                  | Juventude-BA      | Juventude-BA     | 4            | 7         |            |            |            |  |  |       |       |       |       |       |
|  |                  | Juventude-BA      |                  |              | 7         |            |            |            |  |  |       |       |       |       |       |
|  |                  | Queimadas         | 0                |              |           |            |            |            |  |  |       |       |       |       |       |

## Premiação
| Campeonato Baiano Feminino de 2019 |
| Salvador                           |
| ---------------------------------- |
| Bahia Campeão (4.º título)         |